# Friedrich Heiler
Friedrich Heiler (30 de enero de 1892 - 18 de abril de 1967) fue un teólogo protestante alemán. Estudió hasta 1917 en la Universidad de Múnich. De padres católicos, se convirtió al luteranismo en 1919. Se esforzó en una síntesis del dogma católico y la religiosidad protestante y dio origen con ello al movimiento conocido como Alta Iglesia alemana. En 1930 fue consagrado obispo. 
Durante los años del nazismo y por su negativa a firmar el "Párrafo Ario", fue obligado a desplazarse a la Facultad de Filosofía de Marburgo donde fue acogido como profesor de teología. En 1945 fue nombrado decano de la facultad en Marburgo. De 1948 a 1949 fue decano de la Facultad de Teología. Se desplazó después a Múnich donde siguió ejerciendo como profesor de teología.

## Obra
- Das Gebet. (Editorial Reinhardt, Múnich 1920).
- Die Religionen der Menschheit in Vergangenheit und Gegenwart (ed. Reclam, Stuttgart 1959, ISBN 3-7632-2913-2).
- Der Katholizismus . Seine Idee und seine Erscheinung (ed. Reinhardt, Múnich 1923).
- Mysterium Caritatis . Predigten für das Kirchenjahr (ed. Reinhardt, Múnich 1949).